# 田中秀志
田中 秀志（たなか ひでし、 - 1944年11月29日）は、大日本帝国陸軍軍人。

## 生涯
東京都新宿区落合出身。開成中学校から陸軍士官学校へ進学し、1942年12月に同校を56期で卒業。1944年11月29日、陸軍特別攻撃隊「八紘隊第1隊」の指揮官としてレイテ湾に突入・散華。戦死後、二階級特進で陸軍少佐となった。